# Drapelul Tunisiei

Raport: 2:3

Drapelul național al Tunisiei a suferit schimbări minore de când a fost adoptat pentru prima oară în 1831 de beiul tunisian Hassine I. Semiluna și steaua sunt simboluri tradiționale ale islamului, și sunt considerate de asemenea simboluri ale norocului. Semiluna și steaua amintesc de asemenea și de trecutul otoman al Tunisiei. Culoarea roșie a steagului amintește de rădăcinile otomane ale țării. Steagul a fost readoptat după obținerea independenței față de Franța, deoarece fusese steagul Tunisiei independente înainte de sosirea europenilor.